# Верблюжа колючка
Верблюжа колючка (Alhagi) — рід напівчагарників та трав'янистих рослин родини бобових.

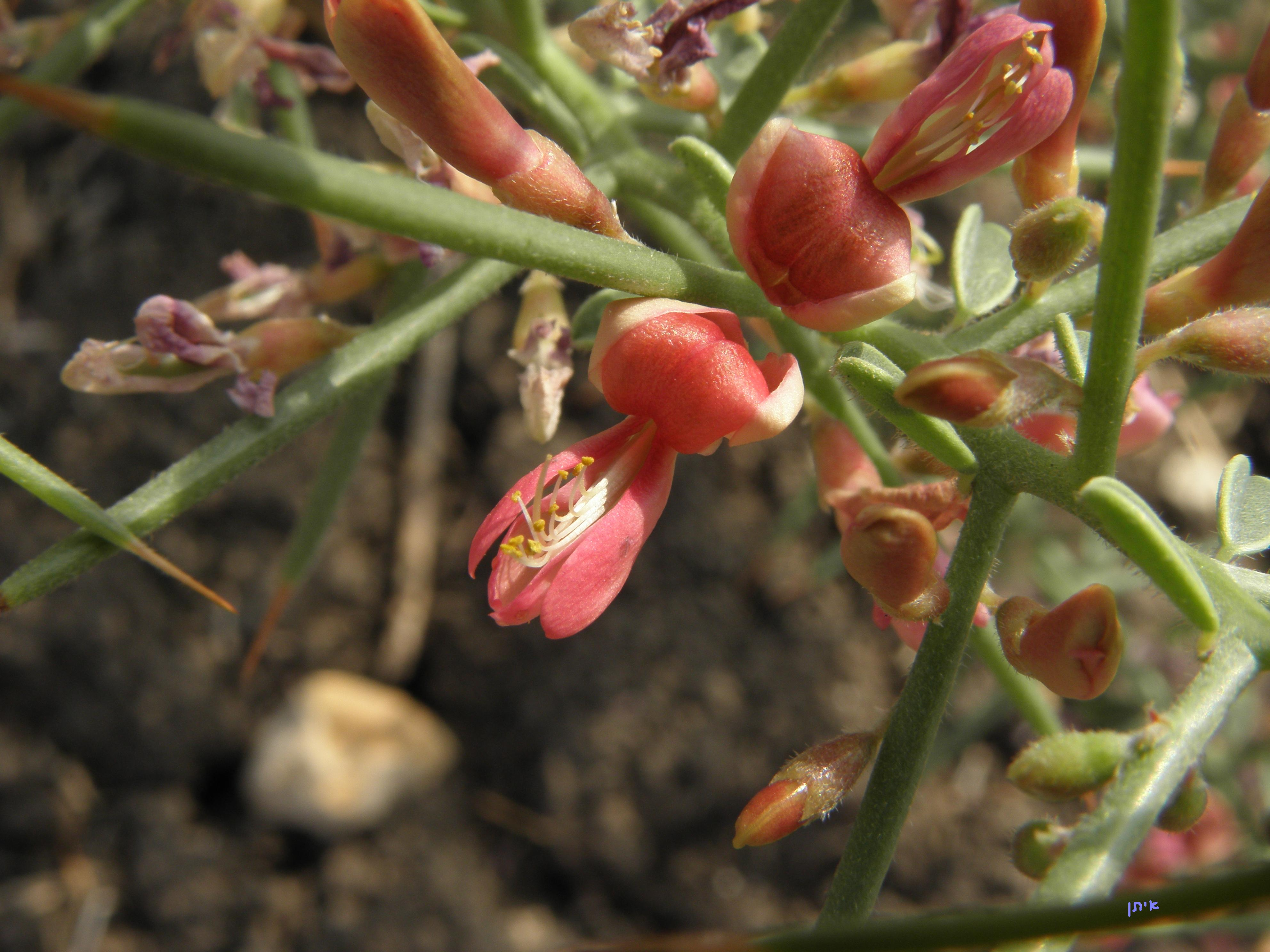
Alhagi maurorum

7 видів, переважно у пустелях та напівпустелях Євразії й Північної Африки, у тому числі 5 видів на Кавказі, у Середній Азії, Казахстані. Має сильну кореневу систему, що сягає ґрунтових вод. Найпоширеніший вид — Верблюжа колючка звичайна (Alhagi pseudoalhagi) — напівчагарник висотою 40-120 см з вертикально-стрижновою кореневою системою. Важлива кормова рослина пустельних ландшафтів, утворює зарості у степах, пустелях та напівпустелях. Медонос, виділяє клеєподібну цукристу рідину, що затвердіває у вигляді зерен.